# Bistum Port-Vila
Das Bistum  Port-Vila (lat.: Dioecesis Portus Vilensis) ist ein Bistum der römisch-katholischen Kirche im Inselstaat Vanuatu mit Sitz in Port Vila. Bischofskirche ist die Kathedrale Sacre Coeur.

## Geschichte
Die ersten Missionare der Maristenpatres kamen im Jahre 1848 auf die Neuen Hebriden. Später gab es auf den Inseln fast vierzig Jahre keine katholischen Missionare mehr, was die Missionstätigkeit der Presbyterianer und Anglikaner förderte. Die katholische Mission begann wieder 1887. Papst Leo XIII. gründete die Apostolische Präfektur Neue Hebriden am 19. Februar 1901 aus Gebietsabtretungen des Apostolischen Vikariats Neukaledonien. Am 22. März 1904 wurde sie zum Apostolischen Vikariat und am 21. Juni 1966 mit der Apostolischen Konstitution Prophetarum voces zum Bistum Port-Vila erhoben.

## Ordinarien

### Apostolischer Präfekt der Neuen Hebriden
- Isidore-Marie-Victor Douceré SM (9. Februar 1901 – 22. März 1904)

### Apostolische Vikare der Neuen Hebriden
- Isidore-Marie-Victor Douceré SM (22. März 1904 – 12. Mai 1939, gestorben)
- Jules Halbert SM (11. Juli 1939 – Dezember 1954, zurückgetreten)
- Louis-Jean-Baptiste-Joseph Julliard SM (1. Januar 1955 – 21. Juni 1966)

### Bischöfe von Port-Vila
- Louis-Jean-Baptiste-Joseph Julliard SM (21. Juni 1966 – 21. Mai 1976 zurückgetreten)
- Francis-Roland Lambert SM (31. Dezember 1976 – 12. Dezember 1996, emeritiert)
- Michel Visi (30. November 1996 – 19. Mai 2007, gestorben)
- Jean Bosco Baremes SM (seit 18. November 2009)